# Eesti Jalgpalli Liit
Eesti Jalgpalli Liit (pol. Estoński Związek Piłki Nożnej) – ogólnokrajowy związek sportowy działający na terenie Estonii, posiadający osobowość prawną, będący jedynym prawnym reprezentantem estońskiej piłki nożnej, zarówno mężczyzn, jak i kobiet, we wszystkich kategoriach wiekowych w kraju i za granicą. Siedziba związku mieści się w stolicy kraju Tallinnie.
Od 1923 Estonia należy do FIFA, i od 1992 do UEFA. Przed wojną Estonia należała do FIFA do roku 1940, kiedy to kraj został zaanektowany przez Związek Radziecki i stał się Estońską Socjalistyczną Republiką Radziecką.
Reprezentacja nigdy nie awansowała na Mistrzostwa Świata czy Mistrzostwa Europy.
Związek organizuje także ligę piłkarską w kraju:
- pierwszą ligę
- drugą ligę
- trzecią ligę

## Prezesi
- Gustav Laanekõrb (1921–1922)
- Jaan Lepp (1922–1923)
- Aleksander Lugenberg-Mändvere (1924–1928)
- Aleksander Mänd (1928–1930)
- Ado Anderkopp (1930–1938)
- Johannes Roska-Orasmaa (1938–1940)
- Karl Voldemar Pärl (1942–1944)
- Edgar Savisaar (1989–1992)
- Mart Opmann (1992–1994)
- Peeter Küttis (1994–2003)
- Indrek Kannik (2003–2006)
- Aivar Pohlak (od 2007–)

## Rekordy
- Najwięcej meczów w kadrze – Martin Reim (157)
- Najwięcej goli w kadrze – Andres Oper (35)